# Філармонічний оркестр Радіо Франції
Філармонічний оркестр Радіо Франції (фр. Orchestre philharmonique de Radio France) — французький симфонічний оркестр, що базується в Парижі.

## Коротка історія
Заснований 1937 року як Радіо-симфонічний оркестр (фр. Orchestre Radio-Symphonique) на додаток до створеного трьома роками раніше Національного оркестру французького радіомовлення.
З 1960 року називався «Філармонічний оркестр французького радіомовлення» (фр. Orchestre Philharmonique de la Radiodiffusion Française). 
З 1964 — «Філармонічний оркестр Французького радіо і телебачення» (фр. Orchestre Philharmonique de l'ORTF).
У 1976 році оркестр був реорганізований з приєднанням до нього камерного оркестру і Радіо-ліричного оркестру, що також працювали в системі Французького радіо і телебачення, і отримав назву «Новий філармонічний оркестр Радіо Франції» (фр. Nouvel Orchestre philharmonique de Radio France).
1989 року слово «новий» було відкинуто, і колектив отримав нинішню назву.

## Репертуар
Оркестр, в основному, спеціалізується на сучасній музиці. Серед композиторів, чиї твору були вперше виконані оркестром, — Андре Жоліве, Вітольд Лютославський, Бруно Мадерна, Яніс Ксенакіс, Даріус Мійо, Олів'є Мессіан, Ганс Вернер Генце, Лучано Беріо, Петер Етвеш, Франко Донатоні, Едісон Денисов, Паскаль Дюсапен та інші. У той же час серед значних подій в музичному житті Франції було здійснене оркестром повне виконання тетралогії Ріхарда Вагнера «Кільце Нібелунга» (концертна версія 1986, сценічна — 1988), яка до цього не виконувалася у Франції цілком протягом 30 років. Вперше у Франції у виконанні оркестру прозвучала «Олена Єгипетська» Ріхарда Штрауса.

## Диригенти
У 1998 році своє 70-річчя відзначив спільним виступом з оркестром Євген Свєтланов. Серед інших диригентів, багато працювали з оркестром у різні роки — постійні запрошені диригенти Юбер Судан і Еммануель Крівін. 
У 2002–2005 з оркестром працював як другий диригент Кирило Карабиць.